# Severija Janušauskaitė
Severija Janušauskaitė (n. 22 de octubre de 1981) es una actriz lituana, ocasionalmente cantante, compositora, diseñadora y modelo. Es conocida por su papel en la película Zvezda (2014), por la que ganó el premio a la mejor actriz en el Festival de Cine Kinotavr, el Premio Águila de Oro a la mejor actriz de reparto, así como nominaciones a los Premios Nika y a los Premios de la Crítica Rusa en varias categorías. En televisión ha interpretado papeles destacados en The Optimisty y Babylon Berlin (2017).

## Filmografía
| Año  | Título                               | Título original              | Rol                         | Notas       |
| ---- | ------------------------------------ | ---------------------------- | --------------------------- | ----------- |
| 2004 | The Flame                            |                              | woman                       | short film  |
| 2006 | No Focus                             | Nefokuse                     | smoking girl                | short film  |
| 2007 | War and Peace                        | Война и мир                  | gipsy dancer and singer     | Serie de TV |
| 2008 | Honeytrap                            | Honningfellen                | Vaida Balandytė             | Serie de TV |
| 2009 | The Other Side of the Wall           | Les dernières heures du mur  | Marlene                     |             |
| 2010 | 2h_Two Hours                         | 2h_Dvi valandos              | Agnija                      | short film  |
| 2010 | Anarchy Girls                        | Anarchija Žirmūnuose         | Sandra                      |             |
| 2010 | I Love The Bullet In Your Heart      | Myliu kulką tavo širdyje     | Laura                       |             |
| 2010 | Laima Determines the Destiny         | Taip Laima lėmė              |                             | voice role  |
| 2011 | The Crown Jewels                     | Kronjuvelerna                | prison guard                |             |
| 2011 | The Fortress of Sleeping Butterflies | Miegančių drugelių tvirtovė  | Silvija                     |             |
| 2012 | Comma                                | Komats                       | actress                     | short film  |
| 2012 | Experman                             | Expermenas                   | Lucy                        | short film  |
| 2012 | Letters to Sofija                    | Laiškai Sofijai              | Helen                       |             |
| 2012 | Reeba                                | Ryba                         |                             | short film  |
| 2013 | Violence                             | Smurtas                      | Julie                       | short film  |
| 2014 | Godfather                            | Крёстный                     | Kristin                     | Serie de TV |
| 2014 | Star                                 | Звезда                       | Margarita                   |             |
| 2014 | Sugar Time                           | Zuckerzeit                   |                             | announced   |
| 2015 | Chasing Solace                       |                              | Lina                        | short film  |
| 2015 | Until No                             | Пока нет                     |                             | short film  |
| 2015 | The Exact Address                    | Точный адрес                 |                             | short film  |
| 2015 | The Norseman                         | Норвег                       | Brynhild                    |             |
| 2015 | Sinickis - Juokas pro ašaras         | Sinickis - Juokas pro ašaras |                             | music video |
| 2015 | The Roop - Be Mine                   | The Roop - Be Mine           |                             | music video |
| 2016 | About Football and Angels            | О футболе и про ангелов      | angel                       | short film  |
| 2016 | Dreamfish                            | Рыба-мечта                   | Helena                      |             |
| 2016 | Emilia                               | Emilija iš Laisvės alėjos    | actress                     |             |
| 2017 | The Optimists                        | Оптимисты                    | Ruta Blaumane               | Serie de TV |
| 2017 | Babylon Berlin                       | Babylon Berlin               | Swetlana Sorokina / Nikoros | Serie de TV |
| 2018 | Motherland                           | Gimtinė                      | Viktorija                   |             |
| 2018 | Isaac                                | Izaokas                      | Elena                       |             |
| 2018 | What Silent Gerda Knows              | Ko zina klusā Gerda          | Baroness Emma               |             |
| 2018 | Unburied                             | Nepalaidotas                 | Eglė                        | short film  |
| 2018 | Short Waves                          | Короткие волны               |                             |             |
| 2018 | Bloody Lady                          | Кровавая барыня              | Catalina II de Rusia        | Serie de TV |
| 2018 | Polina                               | Поліна                       | Varvara                     |             |
| 2018 | Mermaids                             | Русалки                      | Ulyana                      | Serie de TV |
| 2018 | Selfie                               | Селфи                        | Lera                        |             |
| 2018 | Sleepers (season 2)                  | Спящие (2-й сезон)           | Ingrid Watson               | Serie de TV |
| 2018 | A Rough Draft                        | Черновик                     | Renata Ivanova              |             |
| 2018 | A Rough Draft                        | Черновик                     | Renata Ivanova              | Serie de TV |

## Premios
| Año  | Asociación                              | Categoría                         | Obra                                                 | Resultado | Ref.   |
| ---- | --------------------------------------- | --------------------------------- | ---------------------------------------------------- | --------- | ------ |
| 2008 | Golden Cross of the Stage               | Mejor actriz de reparto           | Patriots (State Youth Theatre of Lithuania, Vilnius) | Nominada  | [ 1 ]  |
| 2013 | Fortune                                 | Fortune Diploma                   | Intimacy (Mens Publica Theatre, Kaunas)              | Ganadora  | [ 2 ]  |
| 2013 | Fortune                                 | Premio Jóvenes Críticos de Teatro | Intimacy (VDU Theatre, Kaunas)                       | Ganadora  | [ 2 ]  |
| 2013 | Festival Internacional de Cine de Vilna | Mejor actriz lituana              |                                                      | Nominada  | [ 3 ]  |
| 2014 | Festival de Cine Ruso de Sochi          | Mejor actriz                      | Star                                                 | Ganadora  | [ 4 ]  |
| 2015 | Premio Águila de Oro                    | Mejor actriz de reparto           | Star                                                 | Ganadora  | [ 5 ]  |
| 2015 | Nika Award                              | Mejor actriz                      | Star                                                 | Nominada  | [ 6 ]  |
| 2015 | Nika Award                              | Descubrimiento del año            | Star                                                 | Nominada  | [ 6 ]  |
| 2015 | Premio Elefante Blanco                  | Mejor actriz                      | Star                                                 | Nominada  | [ 7 ]  |
| 2015 | Festival Internacional de Cine de Vilna | Mejor actriz lituana              |                                                      | Nominada  | [ 8 ]  |
| 2016 | Honfleur Russian Film Festival          | Mejor actriz                      | Dreamfish                                            | Ganadora  | [ 9 ]  |
| 2017 | Sidabrinė gervė                         | Mejor actriz de reparto           | Emilia                                               | Nominada  | [ 10 ] |